# Lol Creme
Laurence Neil „Lol” Creme (ur. 19 września 1947 w Prestwich) – brytyjski kompozytor, gitarzysta, klawiszowiec, producent muzyczny, reżyser teledysków. W latach 1972–1976 i 1991–1992 był członkiem zespołu 10cc. Współautor takich przebojów jak: „Donna” (1972), „Rubber Bullets” (1973) „The Dean and I” (1973) „Clockwork Creep” (1974) i „Une Nuit A Paris” (1975). Po odejściu z zespołu wspólnie z Kevinem Godleyem utworzył duet Godley & Creme, który największe sukcesy odniósł w latach 80. produkując teledyski znanych artystów i zapoczątkowując technikę morfingu. Po rozpadzie duetu w 1988 roku rozpoczął działalność solową. W 1998 roku został członkiem zespołu The Art of Noise. Później współpracował z Trevorem Hornem.

## Życiorys i kariera muzyczna

### Lata 50. i 60.
Lawrence Neil Creme urodził się 19 września 1947 w Prestwich. Pod koniec lat 50. raz pierwszy spotkał Kevina Godleya (w szkole artystycznej). W młodości wspólnie z nim oraz z Grahamem Gouldmanem występował w lokalu żydowskiej organizacji młodzieżowej Jewish Lads' Brigade w Manchesterze. Pod koniec lat 60. wszyscy trzej spotkali się z Erikiem Stewartem w studio nagraniowym Strawberry i rozpoczęli wspólne sesje. W grudniu 1969 roku podpisali umowę z amerykańskimi producentami Jerrym Kasenetzem i Jeffem Katzem, których wytwórnia, Super K Productions specjalizowała się w gatunku muzyki pop, określanym wtedy jako bubblegum pop (pop spod znaku gumy do żucia). Stewart, Godley, Creme i Gouldman rejestrowali i wydawali piosenki pod różnymi nazwami, takimi jak: Ohio Express czy Crazy Elephant. Stewart, Godley i Creme pod nazwą Hotlegs nagrali singiel „Neanderthal Man”, wydany przez wytwórnię Pye i sprzedany w dwóch milionach egzemplarzy. Singiel 15 sierpnia 1970 roku doszedł do 2. miejsca na brytyjskiej liście Official Singles Chart Top 50. Jako Hotlegs towarzyszyli też zespołowi The Moody Blues w jego trasie koncertowej.

### Lata 70. 10cc, Godley & Creme

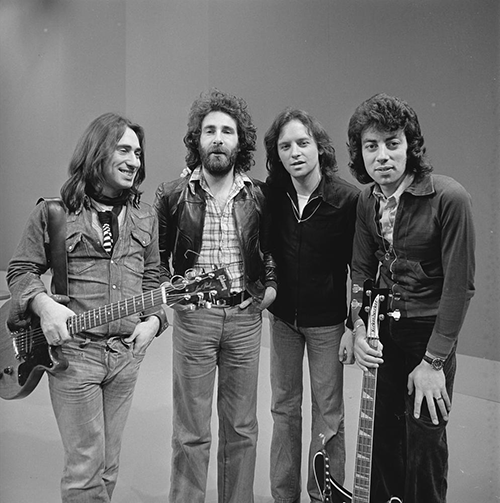
10cc w 1974 roku; stoją (od lewej): Lol Creme, Kevin Godley, Eric Stewart i Graham Gouldman

Latem 1972 roku Graham Gouldman doprowadził do powstania zespołu 10cc pozyskując do współpracy Erica Stewarta, Kevina Godleya i Lola Creme. W okresie 1972–1976 10cc często gościł na łamach prasy rockowej, stając się jednym z najczęściej opisywanych zespołów tego gatunku w Anglii. Wydał serię przebojowych singli i albumów sprzedawanych na całym świecie. W ramach zespołu Creme współpracował z Godleyem pisząc wspólnie z nim szereg przebojów 10cc, takich jak: „Donna” (1972), Rubber „Bullets” (1973) „The Dean and I” (1973), „Clockwork Creep” (1974) i „Une Nuit A Paris” (1975). Po tym jak zaśpiewał falsetem piosenkę „Donna”, stał się niemal frontmanem zespołu, przynajmniej w początkowym okresie jego działalności. W 1976 roku, po ukończeniu czwartego albumu grupy, How Dare You!, Creme i Godley opuścili grupę z powodu twórczych różnic między nimi, a Stewartem i Gouldmanem. Różnice te wynikały zwłaszcza z ich zainteresowania bardziej eksperymentalnymi dźwiękami, co znalazło wyraz w pracy nad nowym efektem gitarowym, gizmotronem. W listopadzie tego samego roku utworzyli duet Godley & Creme. Gizmotron, umożliwiający gitarze tworzenie dźwięków o symfonicznej fakturze, wykorzystali do nagrania swojego debiutanckiego albumu Consequences z 1977 roku.

### Lata 80. Godley & Creme, działalność solowa
Największy komercyjny sukces i uznanie krytyki Godley i Creme osiągnęli w latach 80. jako pionierzy techniki wideo. Zrealizowali szereg teledysków, między innymi dla: The Police, Duran Duran, Herbiego Hancocka i Frankie Goes to Hollywood. W teledysku do ich własnego utworu „Cry” (1985), zaprezentowali po raz pierwszy technikę morfingu, polegającą na nakładaniu się dwóch twarzy. W 1988 roku muzycy wydali swój ostatni album, po czym poszli własnymi drogami. Creme przeniósł się do Los Angeles, gdzie wyprodukował lub wyreżyserował reklamy telewizyjne dla takich firm jak Packard Bell i Chrysler.

### Lata 90. Reaktywacja 10cc, Art of Noise
W 1990 roku Creme nakręcił film The Lunatic. W 1991 roku zespół 10cc reaktywował się w oryginalnym składzie: Stewart, Gouldman, Godley i Creme, by nagrać album ...Meanwhile. Choć album został dobrze przyjęty w Europie i Japonii, to wkrótce po jego wydaniu (1992) Godley i Creme odeszli z zespołu (który w 1995 roku rozpadł się). W 1992 roku Creme jako instrumentalista uczestniczył w realizacji materiału dźwiękowego do filmu Zabaweczki. W połowie lat 90. wyreżyserował teledyski do piosenek The Beatles: „Free As A Bird” i „Real Love”. Wspólnie z Trevorem Hornem skomponował muzykę do serialu The Glam Metal Detectives. W 1998 roku został członkiem zespołu The Art of Noise. W roku następnym zespół wydał album koncepcyjny The Seduction of Claude Debussy, będący wyrazem hołdu dla francuskiego kompozytora. Wybór ten był podyktowany znaczącym wpływem jaki Claude Debussy wywarł na muzykę XX wieku. Podczas trasy koncertowej The Art of Noise w latach 1999/2000 Creme i Horn zarejestrowali materiał, który został wydany na DVD pod tytułem Into Vision – The Compedat Compedium.

### XXI w.
W 2004 roku Creme po raz kolejny zagrał na żywo z Art of Noise w ramach koncertu Produced By Trevor Horn: A Concert For The Prince's Trust - Live At Wembley Arena London 2004. W 2006 roku podjął raz jeszcze współpracę z Trevorem Hornem w ramach jego projektu The Producers (lub The Trevor Horn Band). Grał na gitarze, gitarze basowej oraz instrumentach klawiszowych. W 2007 roku uczestniczył w nagraniu singla „Barking Up The Right Tree” a w 2012 w rejestracji albumu Made In Basing Street; brał też udział w koncertach na żywo zespołu.